# Bernd Sulzmann
Bernd Uwe Sulzmann (* 25. Juni 1940 in Karlsruhe; † 23. Dezember 1999 in Ettenheim) war ein deutscher Lehrer, Pädagoge, Lehrbeauftragter, Orgelsachverständiger, Orgelbauer und Sachbuchautor.

## Werdegang
Bernd Sulzmann war Sohn eines Bankdirektors. Seine Familie war wohnhaft in Waldkirch. Er hatte einen Bruder. Auch seine Kindheit war vom Zweiten Weltkrieg überschattet. Zur Schule ging er in Ettenheim und wohnte dort in einem Internat. Während dieser Zeit lernte er seine spätere Frau Heidrun Elisabeth Gerber (* 17. Dezember 1943 in Freiburg im Breisgau; † 26. März 2011) kennen.
Ab 1965 war er Orgelsachverständiger des Landesdenkmalamtes Baden-Württemberg und ab 1975 Lehrbeauftragter für Orgelbau an der Musikhochschule Freiburg. Ab 1966 unterrichtete er als Grund- und Hauptschullehrer in Ettenheim. Von 1988 bis 1991 war er Rektor der Grundschule Altdorf. 
Als er gegen Ende des Jahres 1991 schwer an einer viralen Hirninfektion erkrankte, war er gezwungen, seine Stellung als Grundschuldirektor aufzugeben und sich von seiner Tätigkeit als Orgelsachverständiger größtenteils zurückzuziehen. Am 23. Dezember 1999 starb er an den Folgen dieser Erkrankung im Alter von 59 Jahren. Er hinterließ seine Frau sowie drei Töchter. Die Familie wohnte in der Carl-Hermann-Jäger-Straße in Ettenheim.
Sulzmann war als Sachbuchautor tätig und verfasste mehrere Werke zu Orgeln und Orgelbauern. Des Weiteren schrieb er Artikel für die Zeitschrift Denkmalpflege in Baden-Württemberg – Nachrichtenblatt der Landesdenkmalpflege und für den Münsterbauverein Breisach e. V.
Nach seinem Tod 1999 ging sein von ihm erstelltes Archiv in den Besitz der Waldkircher Orgelstiftung über. Die Dokumentensammlung von etwa 1500 Orgelstandorten, die auch als „Sulzmann Archiv“ bezeichnet wird, ist der Öffentlichkeit zugänglich.

## Gutachten (Auswahl)
Im Rahmen seiner Tätigkeit als Orgelsachverständiger verfasste Bernd Sulzmann zahlreiche Gutachten, darunter zu folgenden Orgeln:
- Gemeindeorgel in Hohnhurst, einem Stadtteil von Kehl (1967): Das Instrument wurde 1830 für die Strafanstalt Bruchsal erbaut. Die Gemeinde Hohnhurst kaufte es 1854. Im Laufe der Zeit wurde es mehrere Male instand gesetzt. Das Instrument verfügt über 290 Pfeifen, ein Manual mit vier Oktaven, fünf Register samt einer Mixtur.[7]
- Johann-Philipp-Seuffert-Orgel im Überlinger Münster (1972): Sie wurde 1761 vom Würzburger Hoforgelmacher Seuffert erbaut. Sulzmann sprach sich als Orgelsachverständiger der Staatlichen Ämter für Denkmalpflege in Karlsruhe und Freiburg für die Wiederverwendung aus.[8]
- Matthias-Martin-Orgel in Vörstetten (1970): Die barocke Brüstungsorgel wurde in den Jahren 1803/1804 von dem Orgelbauer Mathias Martin in Waldkirch gebaut. Unter den 10 bekannten Orgeln Martins war diese die einzig einigermaßen authentisch erhalten gebliebene. Daher sprach sich Sulzmann für das Staatliche Amt für Denkmalpflege Freiburg für die Wiederinstandsetzung der Orgel aus, lediglich die Windanlage und Repetitionspedal sollten dem aktuellen technischen Stand entsprechen.[9]
- Schleifladen-Orgel mit 6 Registern (1989): Das Instrument wurde vermutlich 1865 durch den Orgelbauer Eduard Hieber in Engen für die Katholische Pfarrkirche St. Laurentius in Thengendorf neu erstellt. Dafür wurden Windladen und Holzpfeifen einer etwa um 1800 entstandenen Orgel verwendet. Im Laufe der Jahre wurde die Orgel mehrere Male instand gesetzt und veräußert. Bei der Begutachtung von Sulzmann im Jahr 1989 war das Instrument außer Funktion und in einem schlechten Zustand.[10]
- Silbermann-Orgel im Meißenheim (1968): Die Gemeindebegleitorgel mit 13 Registern wurde 1776 vom Orgelbauer Johann Andreas Silbermann in St. Blasien gebaut. Sie ist die einzige ehemals einmanualige Orgel in Baden, welche aus der Straßburger Silbermannwerkstatt heute noch existiert.[11][12]
- Walcker-Orgel in Hoffenheim (1971): Das Instrument wurde vom Orgelbauer Eberhard Friedrich Walcker erbaut. Sulzmann verfasste als Orgelsachverständiger der Staatlichen Ämter für Denkmalpflege in Freiburg und Karlsruhe ein Gutachten dazu. Darin schrieb er:„Die kunsthandwerkliche Meisterleistung sieht und hört man heute noch. Hoffenheim darf stolz auf seine Meisterorgel sein.“[13]

## Publikationen (Auswahl)
- Die Orgel der katholischen Stadtpfarrkirche St. Bartholomäus zu Ettenheim. Erzbischöfliches Stadtpfarramt, 1973.
- Die Orgelbauerfamilie Martin in Waldkirch im Breisgau. Breitkopf und Härtel, 1975, ISBN 978-3-765-10076-5.
- Die Orgel der Pfarr- und Wallfahrtskirche Kirchhofen. 1977.
- Historische Orgeln in Baden, 1690–1890. Schnell und Steiner, 1980, ISBN 978-3-795-40421-5.
- mit Johann Friedrich Wiegleb und Willy Winter: Das Werkstattbuch der kurpfälzischen Orgelmacher Wiegleb. Merseburger, 1983, ISBN 978-3-875-37167-3.